# Money in the Bank 2023
Money in the Bank (2023) is de 14e professioneel worstel-pay-per-view (PPV) en WWE Network evenement van Money in the Bank dat georganiseerd werd door WWE voor hun Raw en SmackDown brands. Het evenement vind plaats op 1 juli 2023 in de O2 Arena in Londen, Verenigd Koninkrijk.

## Matches
| Nr. | Match | Winnaar(s)                         | Opmerkingen                                                                             | Bron  |
| --- | --- | ---------------------------------- | --------------------------------------------------------------------------------------- | ----- |
| 1   | Ricochet vs. Shinsuke Nakamura vs. LA Knight vs. Santos Escobar vs. Butch vs. Damian Priest vs. Logan Paul | Damian Priest                      | Money in the Bank ladder match voor een wereldkampioenschapswedstrijd contract.         | [ 1 ] |
| 2   | Zelina Vega vs. Becky Lynch vs. Zoey Stark vs. Bayley vs. Iyo Sky vs. Trish Stratus                        | Iyo Sky                            | Money in the Bank ladder match voor een vrouwen wereldkampioenschapswedstrijd contract. | [ 2 ] |
| 3   | Cody Rhodes vs. Dominik Mysterio (met Rhea Ripley)                                                         | Cody Rhodes                        | een op een wedstrijd                                                                    | [ 3 ] |
| 4   | Seth "Freakin" Rollins (c) vs. Finn Bálor                                                                  | Seth "Freakin" Rollins             | een op een wedstrijd om het World Heavyweight Championship                              | [ 4 ] |
| 5   | The Bloodline (Roman Reigns en Solo Sikoa) (met Paul Heyman) vs. The Usos (Jey Uso en Jimmy Uso)           | The Usos (Jey Uso en Jimmy Uso)    | Tag team wedstrijd bloodline civilwar                                                   | [ 5 ] |
| 6   | Ronda Rousey and Shayna Baszler (c) vs. Liv Morgan and Raquel Rodriguez                                    | Liv Morgan & Raquel Rodriguez (NC) | Tag team wedstrijd voor het WWE Women's Tag Team Championship                           | [ 6 ] |
| 7   | Gunther (c) vs. Matt Riddle                                                                                | Gunther                            | Een op een wedstrijd voor het WWE Intercontinental Championship                         | [ 7 ] |